# キリスト教社会党 (スイス)
キリスト教社会党（きりすときょうしゃかいとう、ドイツ語:Christlich-soziale Partei、フランス語:Parti chrétien-social）はスイスの政党。穏健左派のキリスト教徒を支持基盤とするため、スイスキリスト教民主党よりは社会民主主義的とされる。党是は「社会的経済的弱者との連帯と環境保護」。

## 党勢
連邦レベルでは国民議会と全州議会にそれぞれ1名の議員を擁し、州レベルでは主にヴァレー、フリブール、オプヴァルデン、そしてジュラといった、いずれもカトリックの影響が強いカントンに多くの選出議員がいる。国民院では会派「グリーンズ」に参加。

## 思想信条
キリスト教社会党は富裕層への課税などを掲げる中道左派政党であると同時に、環境保全にも力を入れている。また、中絶の権利や同性愛、安楽死などを擁護するという点では、伝統的に保守的な他のキリスト教政党とは大きく異なる。